# Vurpăr (gmina)
Vurpăr – gmina w okręgu Sybin w Siedmiogrodzie w Rumunii. Według spisu powszechnego z 2011 roku gminę zamieszkiwało 2557 osób, przy 2359 osobach według spisu z 2002 roku. Zdecydowaną większość z nich stanowią Rumuni (94,45%), największą mniejszość narodową stanowią Niemcy (1,49%). 91,59% mieszkańców stanowią osoby wyznające prawosławie.
W latach 1910–1993 funkcjonowało odgałęzienie wąskotorowej linii z Sybina do Sighișoary, rozpoczynające się we wsi Cornățel w gminie Roșia i kończące w Vurpăr. Długość odgałęzienia wynosi 13 km.